# Rhamu
Rhamu – miasto w Kenii, nad rzeką Dawa, przy granicy z Etiopią. Jedno z większych miast w hrabstwie Mandera. Liczy 35,6 tys. mieszkańców. 